# Friedrich Scheffer (Politiker, 1800)
Friedrich Heinrich Ernst Leopold Scheffer (* 21. Dezember 1800 in Schrecksbach; † 8. August 1879 auf Gut Engelbach bei Niederaula) war ein deutscher konservativer Politiker im Kurfürstentum Hessen.

## Leben
Scheffer wurde als Kind des Pfarrers Karl Ludwig Scheffer und der Karoline Henriette Katharine Wigand geboren. Er heiratete 1828 seine Cousine Marianne Wigand (* 1804 in Korbach; † 1880 auf Gut Engelbach).
Nach dem Besuch der Alten Landesschule in Korbach und der Alten Klosterschule in Hersfeld studierte Scheffer von 1819 bis 1822 in Marburg Rechtswissenschaft. Danach ließ er sich als Advokat in Treysa nieder. 1834 wurde er zum Justizbeamten beim Justizamt Schwarzenfels ernannt, 1836 zum Obergerichtsrat in Kassel und 1838 zum Regierungsrat ebenda. Nachdem er 1841 zunächst Vortragender Rat im kurhessischen Innenministerium, dann Ministerialrat geworden war, rückte er noch im gleichen Jahr in das Gesamtstaatsministerium ein, in dem er 1846 als Referent tätig war. Ab 1846 führte er den Titel „Staatsrat“. Von September 1847 bis März 1848 amtierte er als provisorischer Vorstand des Innenministeriums. Im März 1848 musste er infolge der Revolution aus Kassel fliehen. 1849 kaufte er das Gut Engelbach. 1850 kehrte er mit den sogenannten Strafbayern nach Kassel zurück. Ab September 1855 war er erneut Mitglied des Gesamtstaatsministeriums. Von Februar 1856 bis Mai 1859 amtierte er als Nachfolger von Ludwig Hassenpflug als kurhessischer Innenminister und Regierungschef. 1862 gründete er den Hessenverein.
Der Theologe Wilhelm Scheffer war sein Bruder.

## Abgeordneter
Scheffer gehörte der kurhessischen Ständeversammlung in den Jahren 1833 bis 1838 als Abgeordneter der Städte des Schwalmbezirks an. Von 1852 bis 1854 war er Mitglied der Zweiten Kammer. Er übte außerdem vom dritten bis zum sechsten (1836–1846) und auf dem neunten Landtag (1855–1857) das Amt des Landtagskommissars aus.
Scheffer, der anfangs liberal eingestellt war, galt bald als äußerst konservativ ausgerichteter Politiker, der wegen seiner drastischen Äußerungen auch den Beinamen „Dreschflegel von der Schwalm“ erhielt.